# Черчик
Черчик (укр. Черчик) — село в Яворовской городской общине Яворовского района Львовской области Украины.
Население по переписи 2001 года составляло 889 человек. Занимает площадь 1,12 км². Почтовый индекс — 81043. Телефонный код — 3259.